# Hollandia vasútvonalainak listája

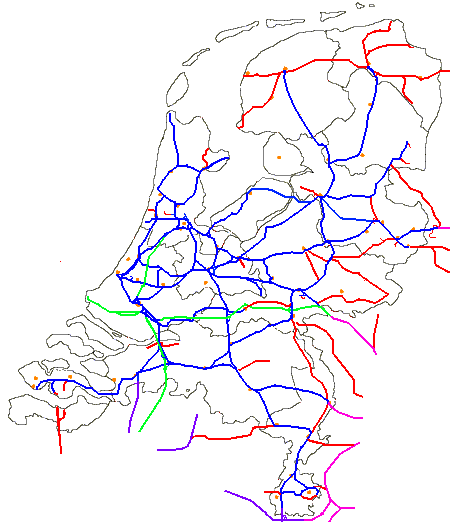
A vasúthálózat villamosítási rendszerei:
1500 V DC
25 kV AC 50 Hz
3000 V DC (Belgium)
15 kV AC 16,7 Hz (Németország)
Nincs villamosítva

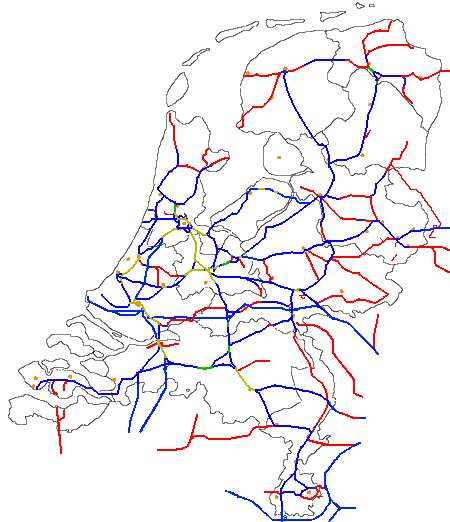
Vágányok száma:
egyvágányú
kétvágányú
háromvágányú
négyvágányú

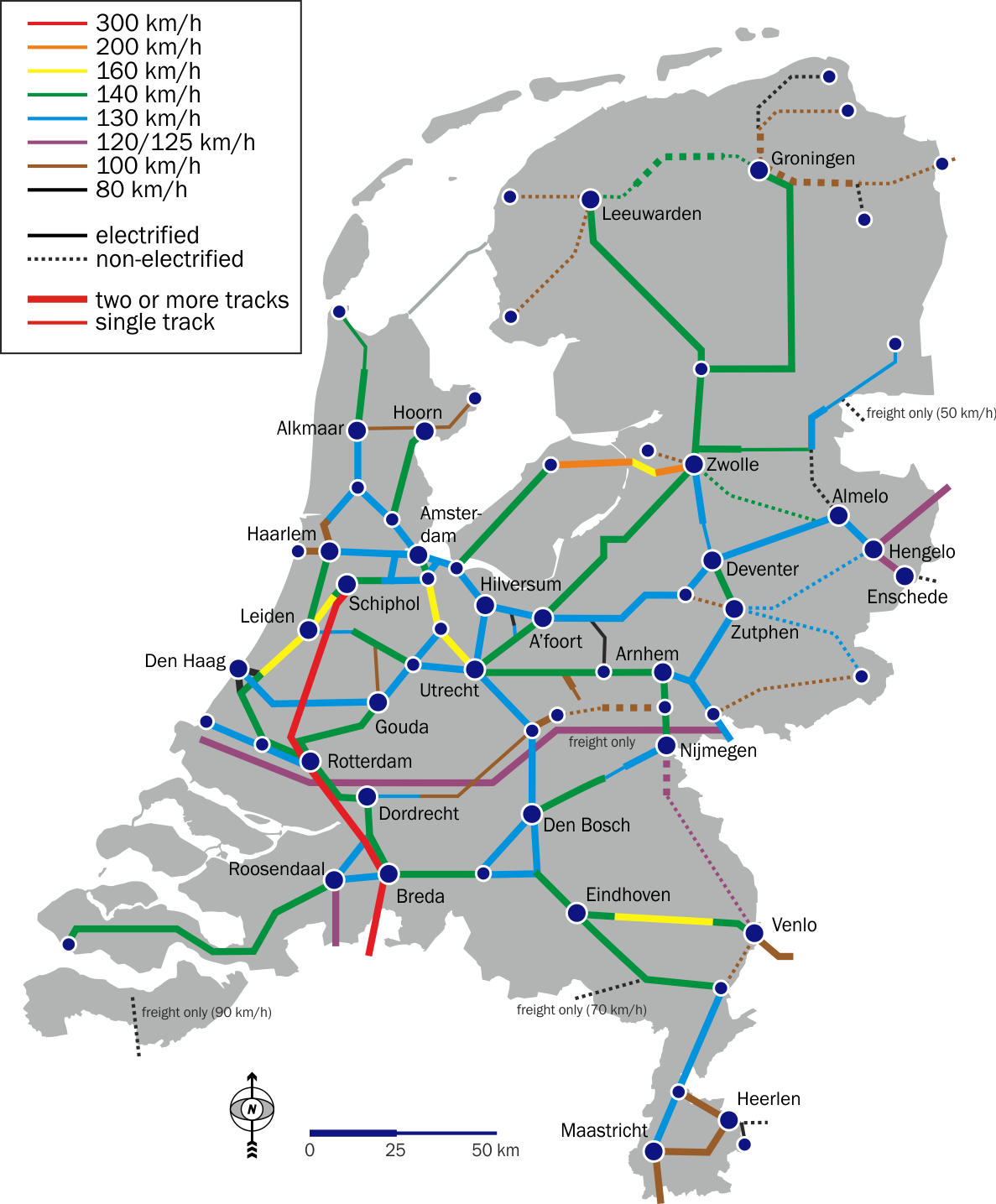
Legnagyobb engedélyezett sebességek

Hollandia vasúthálózata sűrű, az apró országban összesen 2800 km vasútvonal üzemel, háromnegyede villamosított és csak egyharmada egyvágányú, a többi kettő, három vagy akár négyvágányú is lehet. A vasútvonalak többsége 1435 mm-es normál nyomtávolságú, csak néhány iparvasút épült ki keskeny nyomtávolsággal.

## Vasútvonalak listája tartományok szerint

### Groningen
- Groningen–Delfzijl-vasútvonal
- Harlingen–Nieuweschans-vasútvonal
- Ihrhove–Nieuweschans-vasútvonal
- Meppel–Groningen-vasútvonal
- Sauwerd–Roodeschool-vasútvonal
- Stadskanaal–Zuidbroek-vasútvonal

### Frízföld
- Arnhem–Leeuwarden-vasútvonal
- Harlingen–Nieuweschans-vasútvonal
- Leeuwarden–Stavoren-vasútvonal

### Drenthe
- Arnhem–Leeuwarden-vasútvonal
- Gronau–Coevorden-vasútvonal
- Meppel–Groningen-vasútvonal
- Zwolle–Emmen-vasútvonal

### Overijssel
- Almelo–Salzbergen-vasútvonal
- Apeldoorn–Deventer-vasútvonal
- Arnhem–Leeuwarden-vasútvonal
- Deventer–Almelo-vasútvonal
- Doetinchem–Hengelo-vasútvonal
- Dortmund–Enschede-vasútvonal
- Lelystad–Zwolle-vasútvonal (Hanzelijn)
- Mariënberg–Almelo-vasútvonal
- Utrecht–Kampen-vasútvonal
- Zutphen–Glanerbeek-vasútvonal
- Zwolle–Almelo-vasútvonal
- Zwolle–Emmen-vasútvonal

### Flevoland
- Lelystad–Zwolle-vasútvonal (Hanzelijn)
- Weesp–Lelystad-vasútvonal (Flevolijn)

### Gelderland
- Amsterdam–Arnhem-vasútvonal
- Amsterdam–Zutphen-vasútvonal
- Apeldoorn–Deventer-vasútvonal
- Arnhem–Nijmegen-vasútvonal
- Arnhem–Leeuwarden-vasútvonal
- Dieren–Apeldoorn-vasútvonal
- Elst–Dordrecht-vasútvonal
- Kesteren–Amersfoort-vasútvonal
- Nijmegen–Kleve-vasútvonal
- Nijkerk–Ede-Wageningen-vasútvonal
- Nijmegen–Venlo-vasútvonal
- Oberhausen–Arnhem-vasútvonal
- Rotterdam–Zevenaar-vasútvonal
- Tilburg–Nijmegen-vasútvonal
- Utrecht–Boxtel-vasútvonal
- Utrecht–Kampen-vasútvonal
- Winterswijk–Zevenaar-vasútvonal
- Zutphen–Glanerbeek-vasútvonal

### Utrecht
- Amsterdam–Arnhem-vasútvonal
- Amsterdam–Zutphen-vasútvonal
- Den Dolder–Baarn-vasútvonal
- De Haar–Rhenen-vasútvonal
- Harmelen–Breukelen-vasútvonal
- Hilversum–Lunetten-vasútvonal
- Kesteren–Amersfoort-vasútvonal
- Utrecht–Boxtel-vasútvonal
- Utrecht–Rotterdam-vasútvonal
- Utrecht–Kampen-vasútvonal
- Woerden–Leiden-vasútvonal

### Észak-Holland
- Aalsmeer–Amsterdam Willemspark-vasútvonal
- Amsterdam–Zutphen-vasútvonal
- Amsterdam–Arnhem-vasútvonal
- Amsterdam–Haarlem–Rotterdam-vasútvonal
- Amsterdam–Schiphol-vasútvonal
- Haarlem–Uitgeest-vasútvonal
- Haarlem–Zandvoort-vasútvonal
- Heerhugowaard–Hoorn-vasútvonal
- Hilversum–Lunetten-vasútvonal
- Hoorn–Medemblik-vasútvonal
- Den Helder–Amsterdam-vasútvonal
- HSL-Zuid
- Santpoort Noord–IJmuiden-vasútvonal
- Weesp–Leiden-vasútvonal
- Weesp–Lelystad-vasútvonal (Flevolijn)
- Zaandam–Enkhuizen-vasútvonal

### Dél-Holland
- Amszterdam–Haarlem–Rotterdam-vasútvonal
- Breda–Rotterdam-vasútvonal
- Elst–Dordrecht-vasútvonal
- Gouda–Alphen aan den Rijn-vasútvonal
- Gouda–Den Haag-vasútvonal
- HSL-Zuid
- Rotterdam–Zevenaar-vasútvonal
- Schiedam–Hoek van Holland-vasútvonal
- Utrecht–Rotterdam-vasútvonal
- Weesp–Leiden-vasútvonal
- Woerden–Leiden-vasútvonal
- Havenspoorlijn

### Zeeland
- Gent–Terneuzen-vasútvonal
- Lewedorp–Vlissingen Sloehaven-vasútvonal
- Mechelen–Terneuzen-vasútvonal
- Roosendaal–Vlissingen-vasútvonal

### Észak-Brabant
- Antwerp–Lage Zwaluwe-vasútvonal
- Boxtel–Büderich-vasútvonal
- Breda–Eindhoven-vasútvonal
- Breda–Rotterdam-vasútvonal
- Eindhoven–Weert-vasútvonal
- HSL-Zuid
- Nijmegen–Venlo-vasútvonal
- Roosendaal–Breda-vasútvonal
- Roosendaal–Vlissingen-vasútvonal
- Tilburg–Nijmegen-vasútvonal
- Utrecht–Boxtel-vasútvonal
- Venlo–Eindhoven-vasútvonal

### Limburg
- Eindhoven–Weert-vasútvonal
- Heerlen–Schin op Geul-vasútvonal
- Liège–Maastricht-vasútvonal
- Maastricht–Hasselt-vasútvonal
- Maastricht–Aachen-vasútvonal
- Maastricht–Venlo-vasútvonal
- Nijmegen–Venlo-vasútvonal
- Schaesberg–Simpelveld-vasútvonal
- Sittard–Herzogenrath-vasútvonal
- Venlo–Eindhoven-vasútvonal
- Viersen–Venlo-vasútvonal
- Weert–Roermond-vasútvonal

## Négyvágányú szakaszok
- 5 Schiphol – Hoofddorp
- 5, 7 Leiden – Rijswijk
- 7 Schiedam – Dordrecht
- 13, 20 Amsterdam Centraal – Amsterdam Muiderpoort
- 13 Amsterdam Bijlmer Arena – Utrecht Centraal
- 9, 12 Boxtel – Eindhoven
- 15, 16, 19 Utrecht Centraal – Utrecht Overvecht
- 18 Utrecht – Woerden
- 18 Gouda – Gouda Goverwelle

## Megszűnt vasútvonalak
Az alábbi vasútvonalakon megszűnt a forgalom vagy teljesen fel is számolták őket
- Aalsmeer–Haarlem-vasútvonal
- Aalsmeer–Nieuwersluis-Loenen-vasútvonal
- Apeldoorn–Zwolle-vasútvonal
- Assen–Stadskanaal-vasútvonal
- Boekelo–Oldenzaal-vasútvonal
- Bovenkerk–Uithoorn-vasútvonal
- De Bilt–Zeist-vasútvonal
- Deventer–Ommen-vasútvonal
- Enschede–Ahaus-vasútvonal
- Glanerbrug–Losser-vasútvonal
- Groningen–Weiwerd-vasútvonal
- Haltern–Venlo-vasútvonal
- Hattem–Kampen Zuid-vasútvonal
- Hoofddorp–Leiden Heerensingel-vasútvonal
- Leeuwarden–Anjum-vasútvonal
- Neede–Hellendoorn-vasútvonal
- St. Pancras–Broek op Langedijk-vasútvonal
- Stiens–Harlingen-vasútvonal
- Tzummarum–Franeker-vasútvonal
- Uithoorn–Alphen aan den Rijn-vasútvonal
- Varsseveld–Dinxperlo-vasútvonal
- Winsum–Zoutkamp-vasútvonal
- Winterswijk–Neede-vasútvonal
- Zevenaar–Kleve-vasútvonal
- Zuidbroek–Delfzijl-vasútvonal

## Történelem

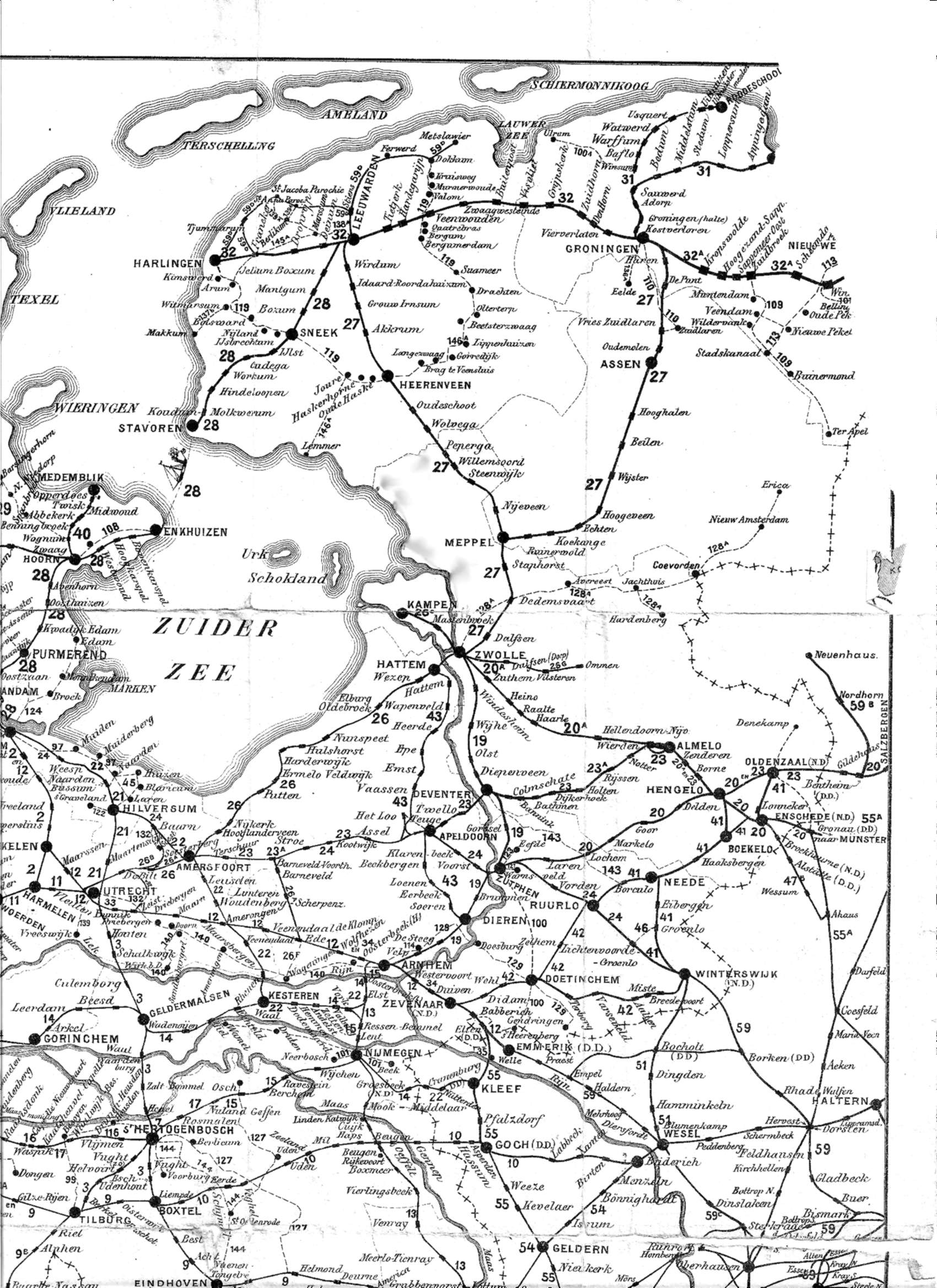
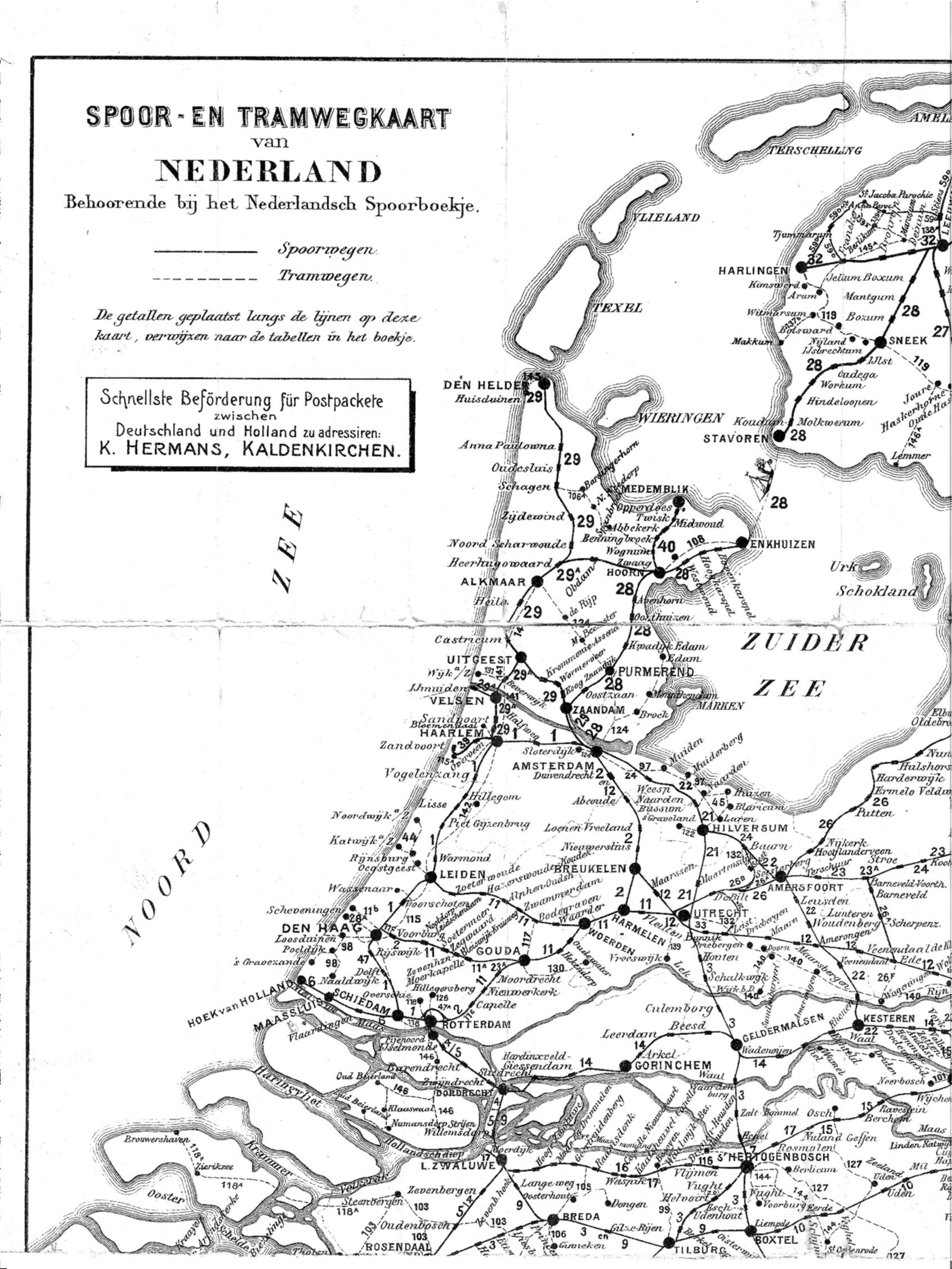
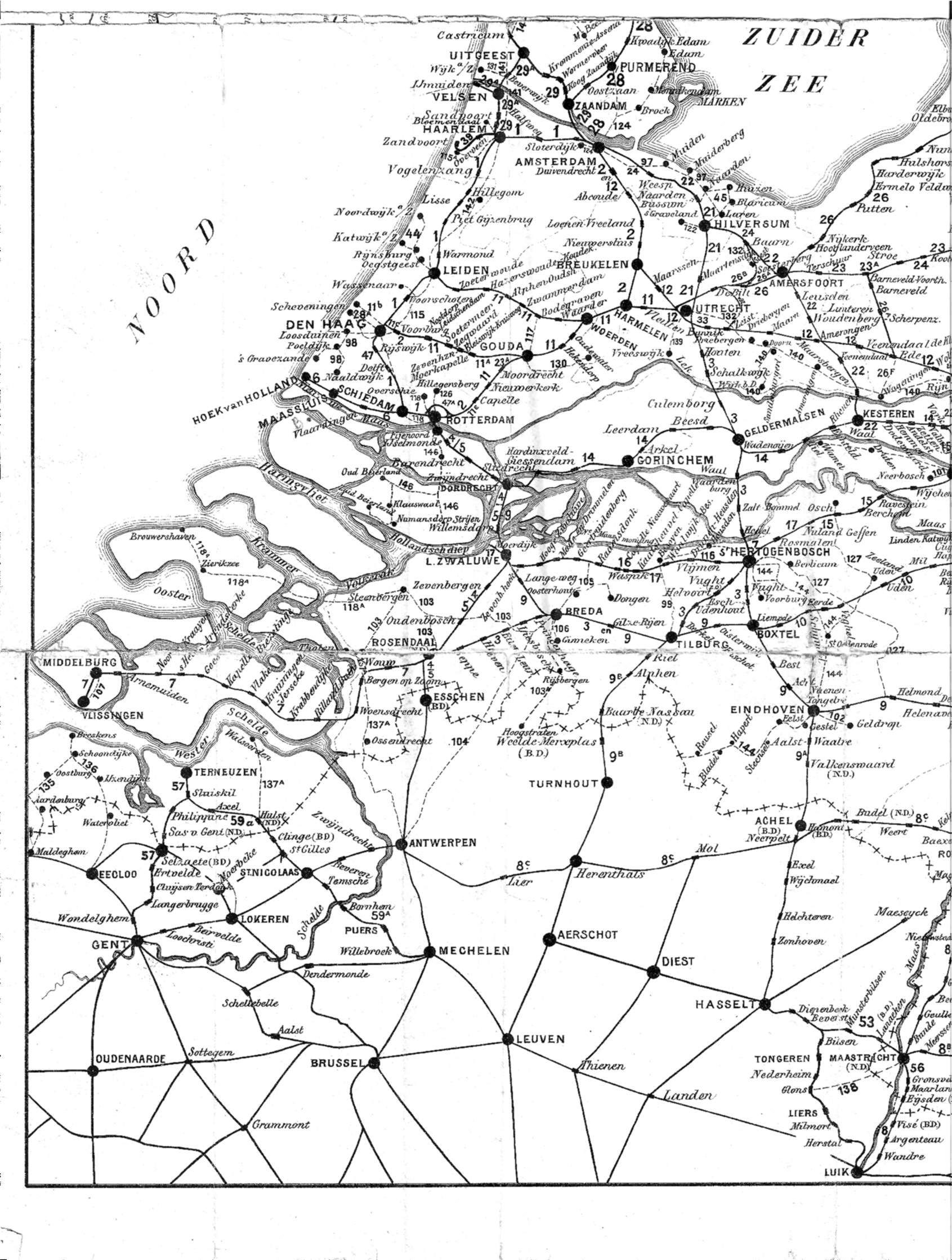
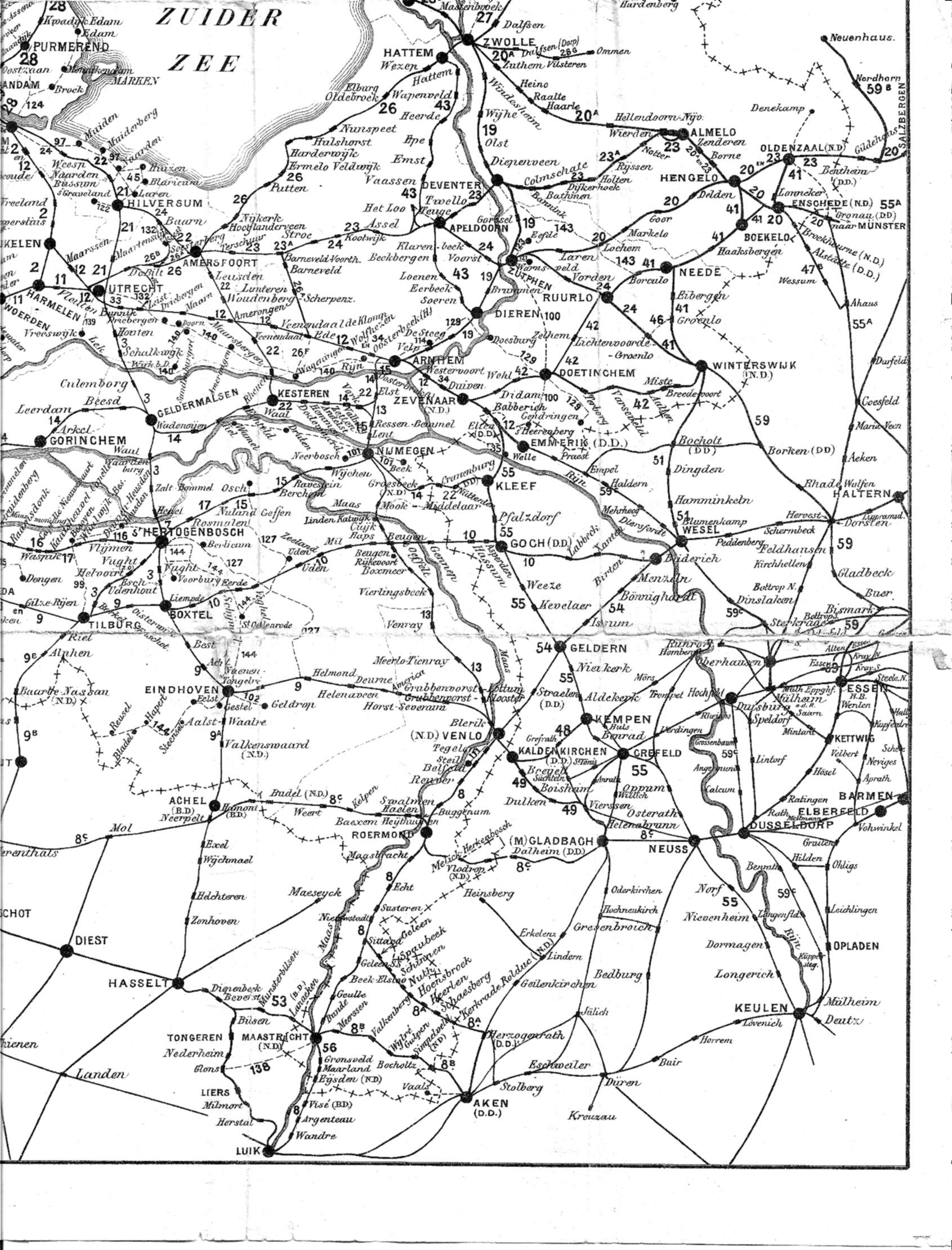

Vasúti térképek 1904-ből: